# Siva Vaidhyanathan

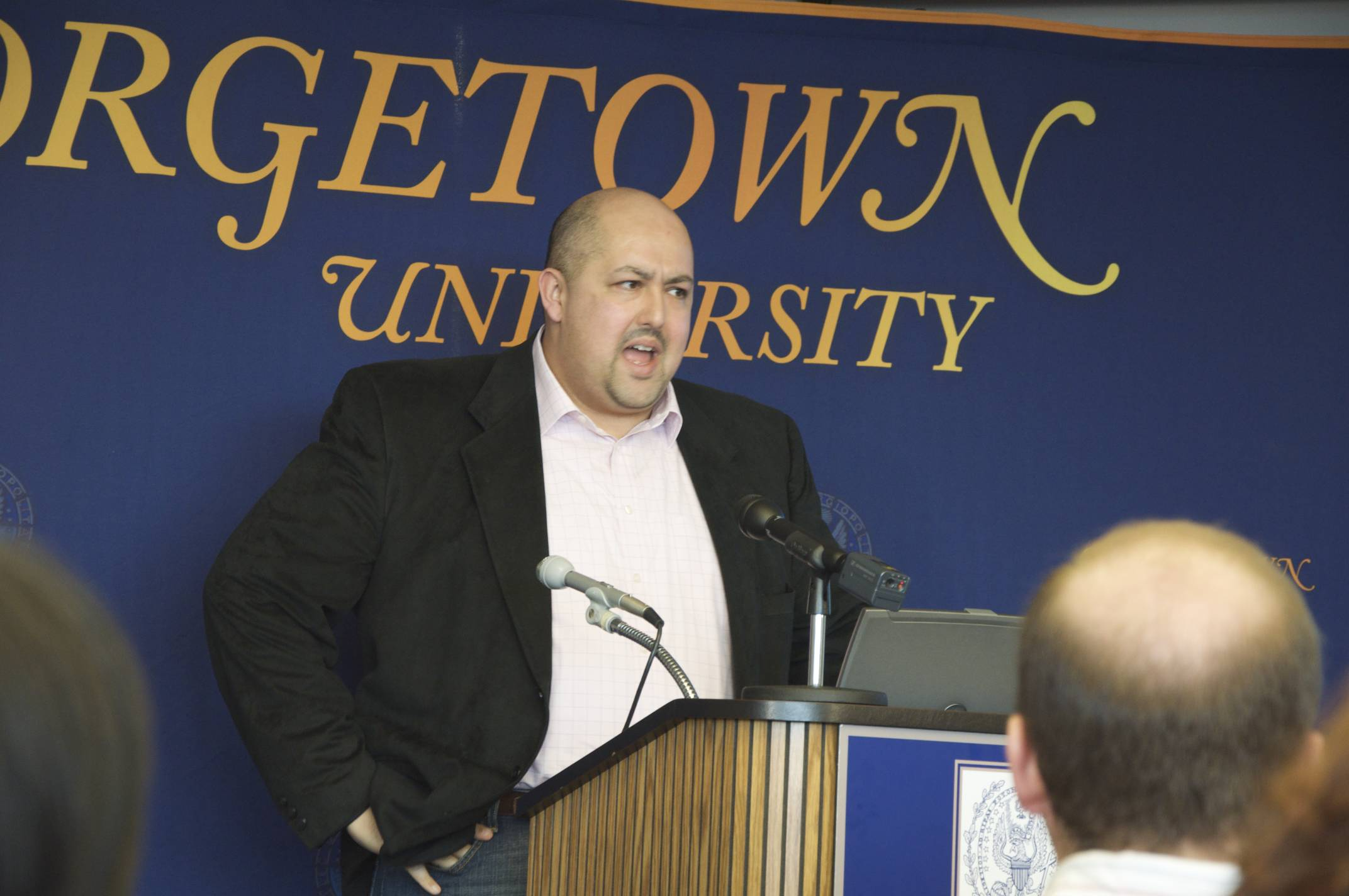
Siva Vaidhyanathan (2009)

Siva Vaidhyanathan (* 16. Juni 1966 in Buffalo, New York) ist ein US-amerikanischer Kulturhistoriker und Medienwissenschaftler. Er ist Professor für Media Studies and Law an der University of Virginia.
Vaidhyanathan ist regelmäßig journalistisch tätig. Er veröffentlicht dabei in The Chronicle of Higher Education, New York Times Magazine, The Nation, MSNBC.com, und Salon.com. Zwischen 2004 und 2008 betrieb er den Blog Sivacracy.net, mittlerweile bloggt er unter www.googlizationofeverything.com/.
Vaidhyanathan erlangte seinen B.A. 1995 und promovierte 1999 an der University of Texas. Zwischen 1999 und 2007 lehrte er an der New York University.
Vaidhyanathan war zusammen mit Lawrence Lessig um die Jahrtausendwende einer der ersten Denker, die die Frage von Urheberrechten, persönlicher Freiheit und kulturellem Ausdruck in die wissenschaftsöffentliche Debatte einbrachten. In seinen Ausführungen zu den Cyberfreiheiten nimmt er die politische Theorie des Anarchismus als Startpunkt, um sein System einer Radikaldemokratie zu entwickeln. Dieses baut auf persönlicher Autonomie und Innovationsfreude auf, und benötige eine Kultur des Teilens – von Musik, Poesie, Daten und Gerüchten – um sich entwickeln zu können.
In Copyrights and Copywrongs argumentiert Vaidhyanathan, dass die Geschichte des Urheberrecht im 20. Jahrhundert die Geschichte einer kontinuierlichen Expansion ist, die die ursprünglichen Ziele des Urheberrechts aus den Augen verloren hat.
Im Anarchist in the Library diagnostiziert er einen Konflikt zwischen Oligarchie und Anarchie, der den Deliberativen Diskurs im öffentlichen Raum bedroht. Filesharing ist in diesem Zusammenhang eine aktuelle Ausprägung kultureller Praktiken, die herrschende Institutionen seit Jahrhunderten als subversiv ansehen.

## Veröffentlichungen
- Copyrights and Copywrongs: The Rise of Intellectual Property and How It Threatens Creativity, NYU Press, 2001. (ISBN 978-0-8147-8807-3)
- The Anarchist in the Library: How the Clash Between Freedom and Control Is Hacking the Real World and Crashing the System, Basic Books, 2004. (ISBN 978-0-465-08985-7)
- Rewiring the Nation: The Place of Technology in American Studies, co-edited with Carolyn de la Peña, Johns Hopkins University Press, 2007. (ISBN 978-0-8018-8651-5)
- The Googlization of Everything -- and Why We Should Worry, University of California Press, 2011. (ISBN 978-0-520-25882-2). The text was in open development on a blog, launched September 27, 2007 in collaboration with the Institute for the Future of the Book.